# Stadion Rote Erde
Das Stadion Rote Erde, früher Kampfbahn Rote Erde genannt, wurde 1926 in Dortmund in unmittelbarer Nähe zu den Westfalenhallen an der Strobelallee errichtet. Seit dem Bau des Westfalenstadions grenzt es unmittelbar an dessen Osttribüne.

## Geschichte

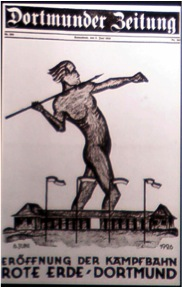
Eröffnung der Kampfbahn Rote Erde

Der Bau des Stadions zwischen 1924 und 1926 wurde vorwiegend von Arbeitslosen im Rahmen von Notstandsarbeiten durchgeführt. Der Begriff Rote Erde ist eine historische Bezeichnung für Westfalen. Das Stadion wurde mit zwei Veranstaltungen eröffnet: Am 6. Juni 1926 eröffneten die bürgerlichen Sportler die Kampfbahn, wobei der Festakt im Rundfunk übertragen wurde. Eine Woche später fand eine Veranstaltung der Arbeiter-Turner statt.
Am 4. September 1927 fand im Stadion und in der angrenzenden Westfalenhalle der Deutsche Katholikentag statt. Diese Veranstaltung wurde vom Apostolischen Nuntius des Papstes in Deutschland, Eugenio Pacelli, der später als Pius XII. Papst wurde, geleitet.
1929 wurde das Viertelfinalspiel um die deutsche Fußballmeisterschaft 1928/29 zwischen dem FC Schalke 04 und Hertha BSC im Stadion ausgetragen. Die Hertha aus Berlin gewann das Spiel mit 4:1 Toren.
1932 war die Kampfbahn Austragungsort für das Reichstreffen der Deutschen Jugendkraft und den Reichskriegertag.
Nach seiner Eröffnung war es ab 1937 bis zur Eröffnung des Westfalenstadions 1974 die Heimat von Borussia Dortmund. Zwischenzeitlich verfügte die „Kampfbahn“ in den 1960er Jahren aufgrund einer zusätzlich aufgebauten Holz-Stehtribüne über eine Kapazität von 42.000 Zuschauern. Diese zusätzlich gewonnene Kapazität war aufgrund des oft hohen Zuschauerinteresses für die Spiele des BVB wichtig. Bei den Bombenangriffen auf Dortmund im Zweiten Weltkrieg war das Stadion schwer beschädigt worden. In den Nachkriegsjahren wurden die Kriegsschäden beseitigt und Borussia Dortmund feierte hier in den 1950er und 1960er Jahren große Erfolge.
Die Behelfstribüne aus Holz und das Dach wurden nach der Eröffnung des Westfalenstadions nach Hannover transportiert und im Rudolf-Kalweit-Stadion und im Oststadtstadion weitergenutzt.
Im Stadion Rote Erde fanden zwei Fußball-Länderspiele der deutschen Fußballnationalmannschaft statt:
- 8. Mai 1935:  Deutsches Reich –  Irischer Freistaat 3:1
- 8. April 1967:  Deutschland –  Albanien 6:0 (EM 1968 – Qualifikation)

In den 1950er Jahren war das Stadion Rote Erde mehrfach Austragungsort für Boxveranstaltungen. Zwischen 1950 und 1955 fanden hier sechs Boxveranstaltungen mit insgesamt über 200.000 Zuschauern statt. Legendär war der Europameisterschaftskampf zwischen Heinz Neuhaus und Hein ten Hoff am 20. Juli 1952, der mit einem K.-o.-Sieg für Neuhaus in der ersten Runde endete.
Im Jahre 1990 war das Stadion Rote Erde Austragungsstätte des Deutschen Turnfestes.
Heute ist es ein Leichtathletik-Stadion mit einer Kapazität von 25.000 Zuschauern, mit 3.000 überdachten Sitzplätzen und 7.000 Stehplätzen. Es dient den Dortmunder Vereinen wie LG Olympia Dortmund, LAC Dortmund, LC Rapid Dortmund und TuS Westfalia Hombruch als Trainings- und Wettkampfstätte. Des Weiteren wird es als Spielstätte von der zweiten Herrenmannschaft von Borussia Dortmund genutzt; dann sind 9.999 Zuschauer zugelassen, davon 3.000 auf Sitzplätzen.
Das Stadion ist als Baudenkmal in die Denkmalliste der Stadt Dortmund eingetragen. Im Dezember 2008 wurde nach 14-monatiger Bauzeit eine grundlegende Sanierung des Stadions abgeschlossen. Für 1,65 Millionen Euro wurde eine Beton- und Brandschutzsanierung durchgeführt.
In der Saison 2009/10, als die zweite Mannschaft von Borussia Dortmund in der 3. Liga spielte, diente das Stadion Rote Erde als Spielstätte der Mannschaft, obwohl es den Anforderungen des DFB nicht entsprach. Die Regularien für die 3. Liga sehen eine Lichtstärke von 800 Lux vor, die Flutlichtanlage des Stadions ergibt aber nur eine Lichtstärke von 586 Lux. Dennoch war das Stadion nach dem Wiederaufstieg der zweiten Mannschaft von Borussia Dortmund auch zwischen 2013 und 2015 Spielstätte in Liga 3 und ist seit dem Wiederaufstieg in der Saison 2020/21 wieder im Profifußball in Betrieb.
Mit der Gründung der Fußball-Frauenmannschaft in der Saison 2021/22 trägt diese ihre Heimspiele im Stadion Rote Erde aus. Beim Spitzenspiel der Westfalenliga gegen Schalke 04 gab es am 27. April 2025 eine Rekordkulisse von 10.000 Zuschauern (ausverkauft).

## Galerie

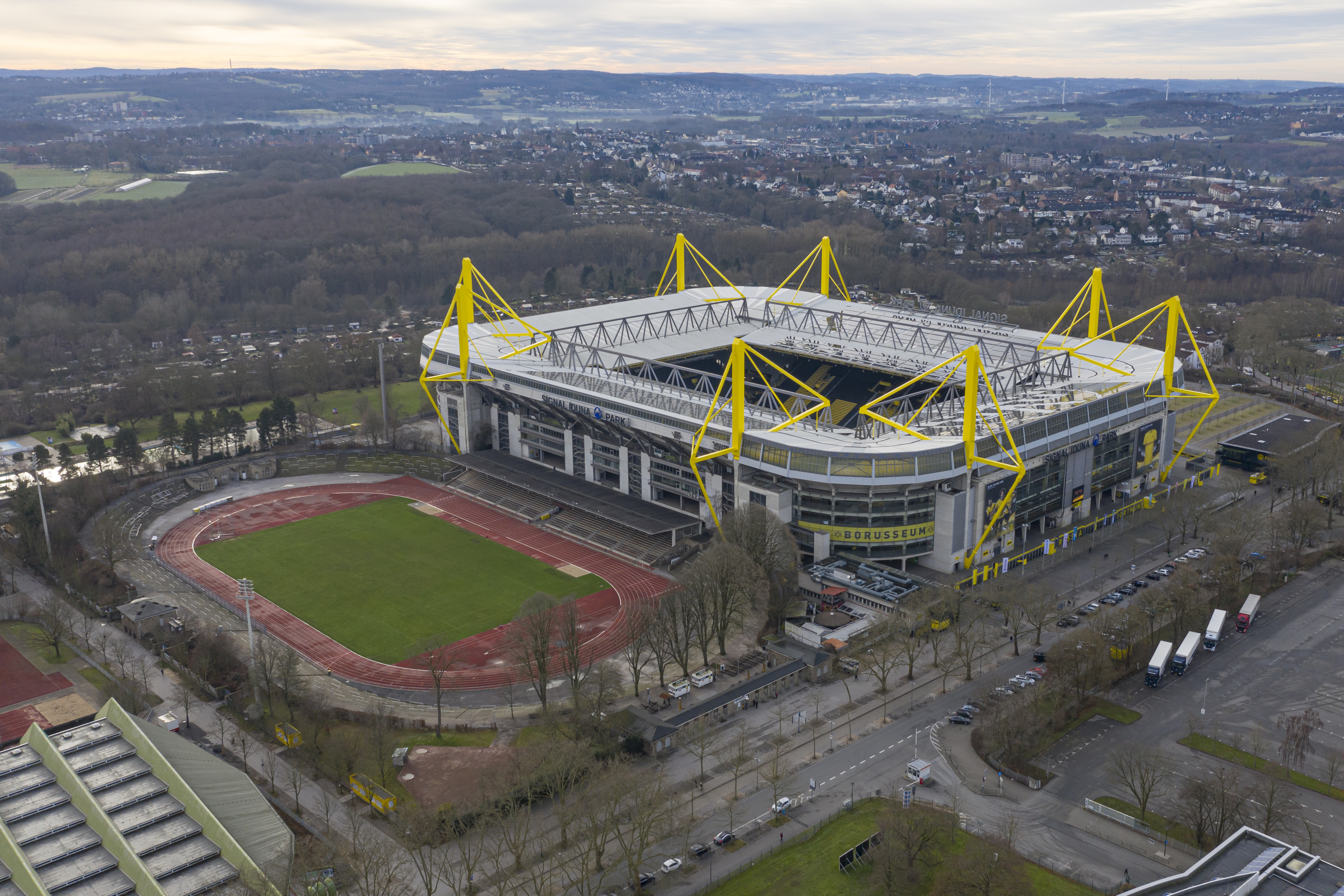
Stadion Rote Erde, direkt neben dem Westfalenstadion gelegen
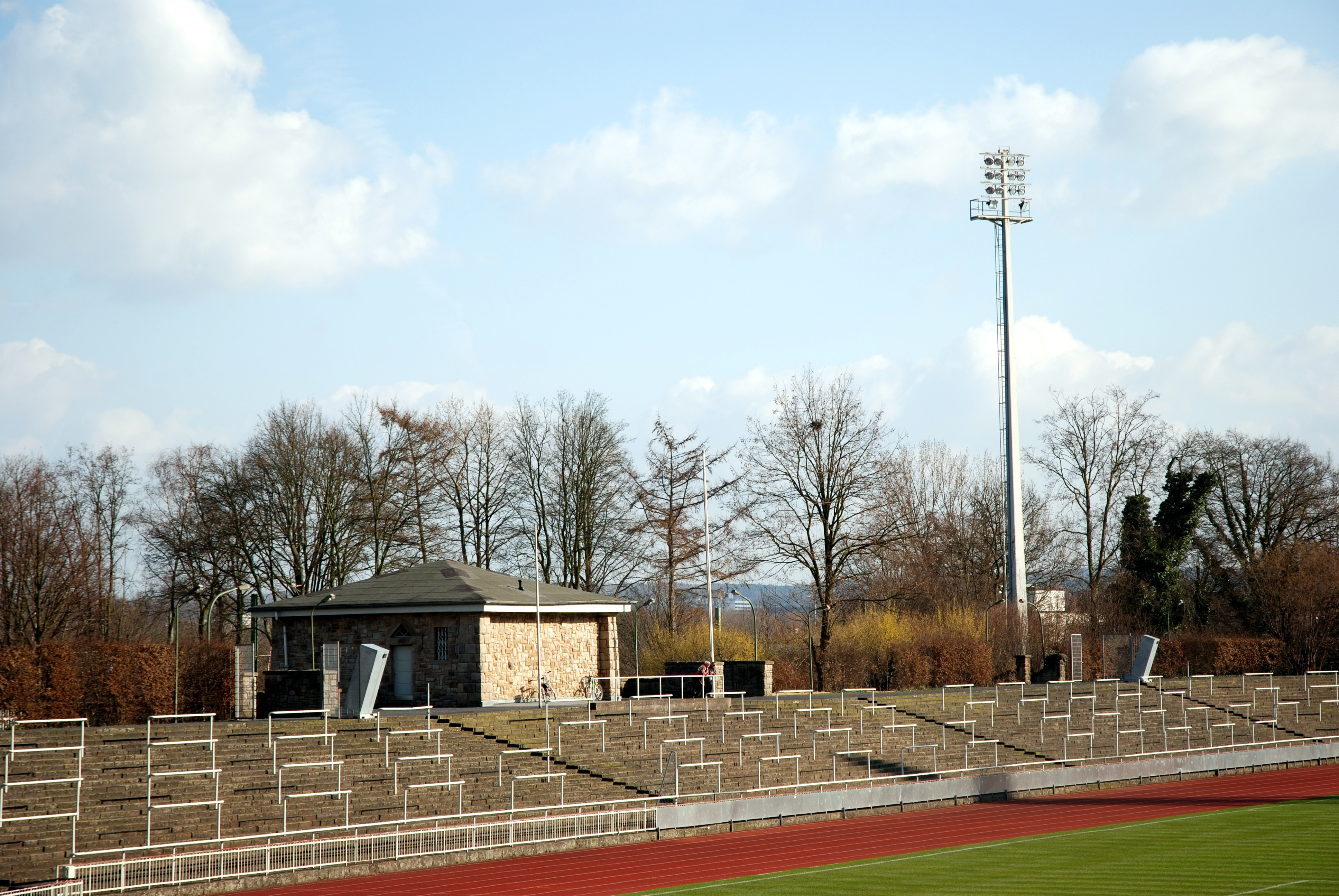
Tribüne mit Laufbahn
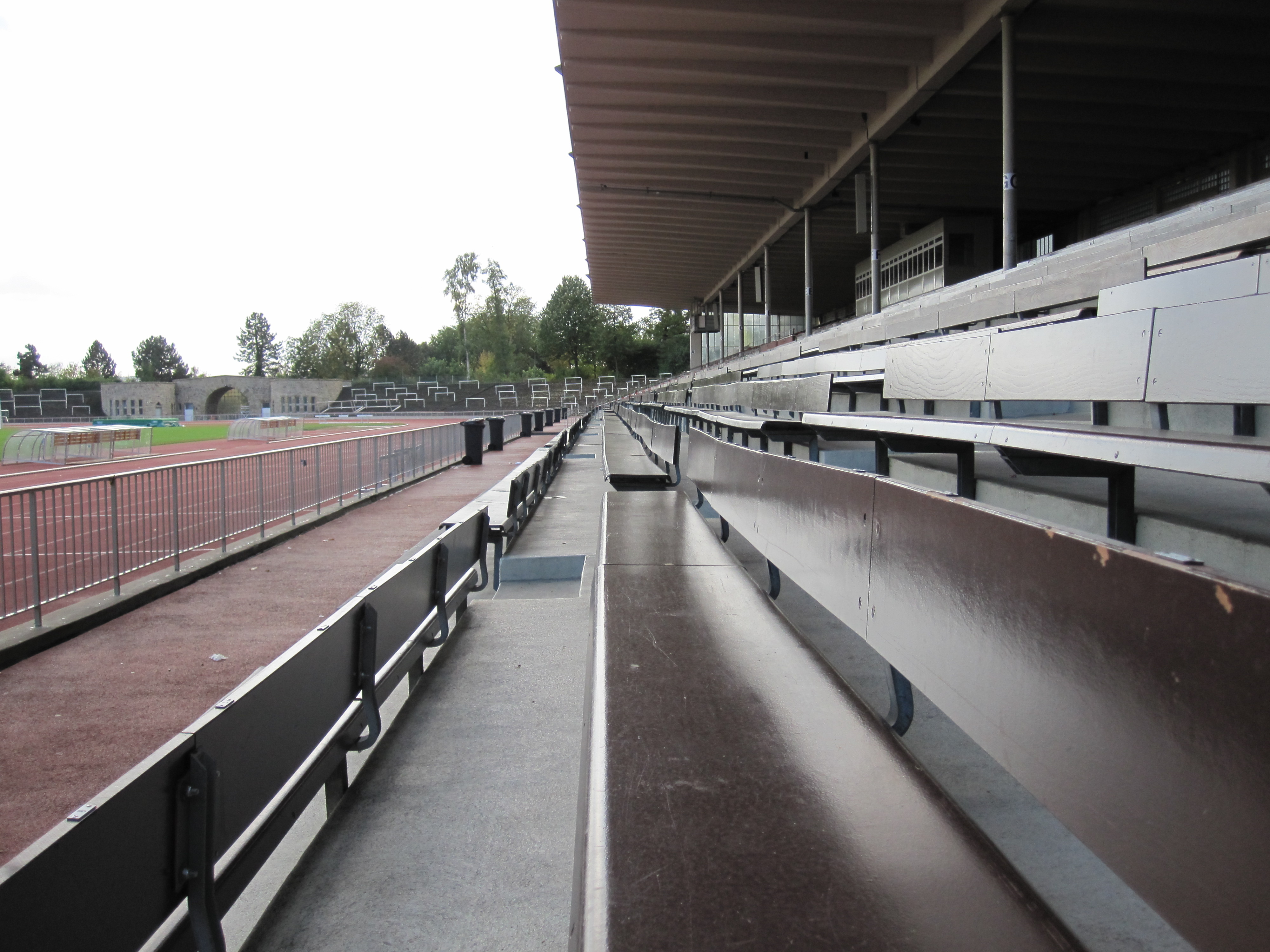
Haupttribüne
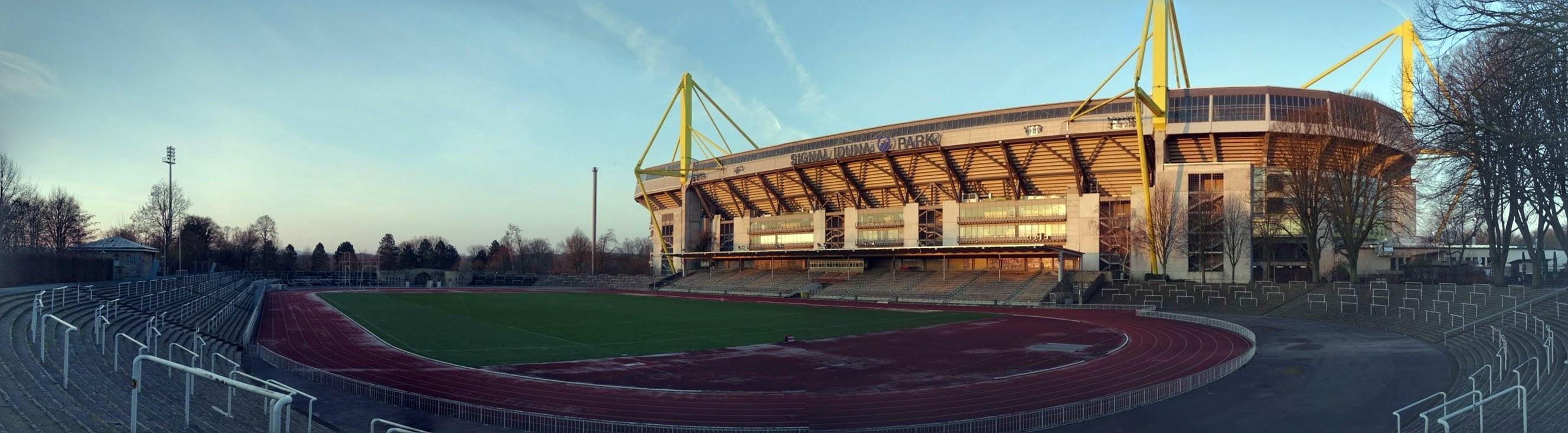
Panorama des Stadions
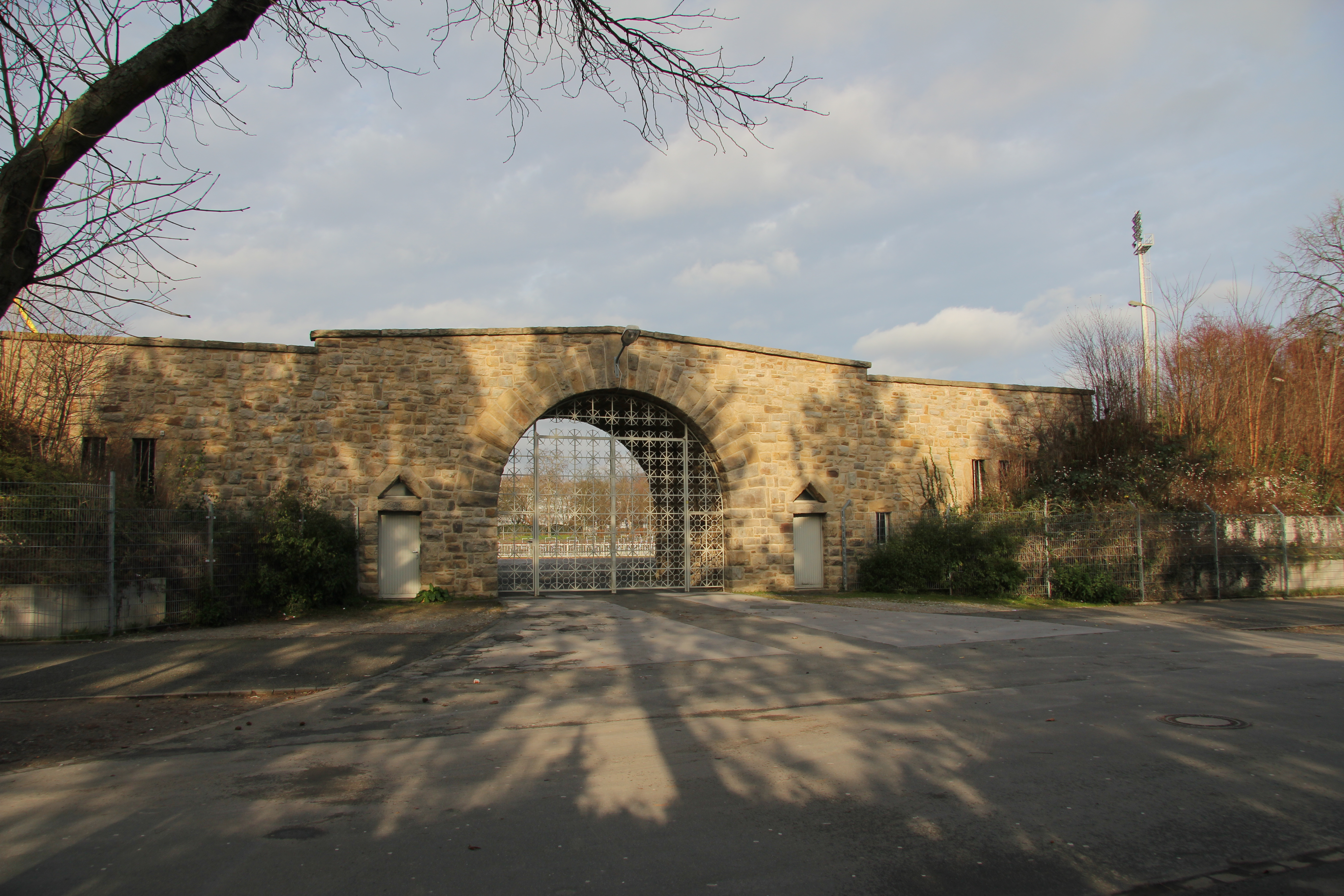
Das Marathontor in der Außenansicht